# No Poo
No Poo (kurz für No Shampoo) bezeichnet die Haarpflege ohne die Verwendung konventioneller Shampoos. Der No-Poo-Trend entstand 2014 in den USA.

## Hintergrund
Ausgangspunkt der Befürworter von No Poo ist, dass es in der Regel keine medizinische Notwendigkeit gibt, die Haare zu waschen, sondern dass die Haarpflege durch kulturelle Normen und persönliche Vorlieben geprägt ist. Mit dem Aufkommen synthetischer Shampoos in den 1930er Jahren hat sich diese Kultur stark gewandelt.
Ob der vollständige Verzicht auf Shampoos sinnvoll ist, wird kontrovers diskutiert. Unabhängige wissenschaftliche Studien zu diesem Thema fehlen jedoch bisher (Stand November 2017). Ein Grundkonsens scheint zu sein, dass das tägliche Waschen der Haare mit Shampoo Kopfhaut und Haare strapaziert.
Ein häufig angeführtes Argument für No Poo ist, dass durch den Gebrauch von Shampoos die Umwelt belastet werde. Es werden auch Bedenken über problematische Inhaltsstoffe von Shampoos geäußert, die Auswirkungen auf Körper oder Umwelt haben können. Obwohl die Inhaltsstoffe durch diverse Gesetze und Verordnungen geregelt sind, zeigen die Veränderungen in diesen Gesetzen und Verordnungen, dass solche Bedenken nicht immer von der Hand zu weisen sind. So wurde z. B. mit Wirkung vom September 2017 von der amerikanischen FDA der Zusatz von Triclosan und anderen mikrobiell wirksamen Stoffen in Shampoos und anderen Konsumentenprodukten verboten.

## Anwendung
Die grundsätzliche Methode beim No Poo ist das regelmäßige Spülen von Haar und Kopfhaut mit warmem Wasser. Es wird empfohlen, die Haare regelmäßig mit einer weichen Bürste (z. B. aus Wildschweinborsten) zu kämmen, um das Fett der Kopfhaut gleichmäßig in den Haaren zu verteilen.
Alternative Ansätze von No Poo schlagen die Reinigung mit natürlichen Mitteln wie Natron, Essig oder Roggenmehl vor.